# غسينا ملوفي
غسينا ملوفي (بالإنجليزية: Gcina Mhlophe)‏ (مواليد 24 أكتوبر 1958)، هي مُمثلة وشاعرة ومسرحية جنوب أفريقية. اختيرت غسينا ملوفي سنة 2016 ضمن قائمة بي بي سي 100 امرأة.

## دكتورات فخرية
- 1999، دكتوراه فخرية من الجامعة المفتوحة  [لغات أخرى]‏، المملكة المتحدة.
- 1999، دكتوراه فخرية من University of Natal.
- 2014، دكتوراه فخرية من جامعة رودس.

## روابط خارجية
غسينا ملوفي على موقع IMDb (الإنجليزية)
- غسينا ملوفي على موقع قاعدة بيانات الفيلم (الإنجليزية)